# Chris Griffin
Christopher "Cross" Griffin o Chris Griffin es un personaje ficticio estadounidense de la serie Padre de familia creada por Seth MacFarlane. El personaje cuenta con la voz de Seth Green y es el segundo de los tres hijos de Peter y Lois Griffin por delante de Stewie (con 1 año) y de Meg (con 18; 16 al inicio de la serie).
En un principio la personalidad del personaje iba a ser la del típico adolescente rebelde aunque se decantaron por desarrollarlo de manera que parezca un joven inmaduro. Algunos gags recurrentes de Chris son el "mono malvado del armario", el "viejo Herbert" y la relación respecto con su madre

## Personaje

### Creación
Chris está inspirado en Milt, el hijo de Larry Cummings, personaje de The Life of Larry que Seth MacFarlane diseñó en 1995 mientras estudiaba en la Escuela de Diseño de Rhode Island y la cual sirvió de base para la creación de Padre de familia. En un principio iba a tener estética punky de acuerdo con el comentario de audio de MacFarlane en la edición DVD. Durante las tres primeras temporadas llevó pendientes y hasta más adelante no se empezó a enfatizar en la timidez del propio personaje.
Seth Green es el actor que se encarga de ponerle voz, según declaraciones suyas la voz está inspirada en la del personaje de The Silence of the Lambs: Jame Gumb tras preguntarse "como sonaría la voz de Gumb si hiciera un pedido a través del PA de un McDonalds. De hecho, en Stew-Roids recrea una de las famosas escenas de la película en la que aparecía el personaje en cuestión.

### Personalidad
Al igual que la adolescencia de toda la vida, Chris ha mostrado tener preocupaciones por el sexo femenino, el instituto y la imagen personal, incluyendo su sobrepeso, problema que le acarrea complejos de autoestima, otro gag recurrente es el hecho de que nació obeso siendo llamado "bebe elefante" tal como se pudo ver en He's Too Sexy for His Fat de la segunda temporada en la que se veía a una Lois exhausta tras el parto, esta escena ha dado lugar a chistes sobre la vagina de su madre, la cual llegó a comentar en Quagmire's Baby que tuvieron que recolocarle los órganos tras llevarse la mitad inferior consigo. En general es un personaje tranquilo y lento en algunos aspectos aunque en las últimas temporadas los guionistas han ido ahondando en su temperamento.
Green ha descrito a su personaje como un "torpe social manipulable, distraído, simplón y fuerte".
Durante las tres primeras temporadas el personaje empezó con una popularidad baja entre los seguidores de la serie, aunque en el programa en sí parecía encajar mejor que Meg en la escuela y el instituto, sin embargo a medida que la serie cambiaba, el estatus social de este también hasta el punto de que rara vez menciona a sus amigos.

#### Inteligencia
Como su padre, también es obeso y con un cociente intelectual bajo, defecto posiblemente adquirido por los malos hábitos de Lois, la cual admitió haber fumado y bebido durante el embarazo. No obstante Chris ha mostrado en ocasiones tener más conocimientos que su padre respecto a temas generales (actores y películas de autor), lengua de signos y habilidades artísticas además de adaptarse con rapidez a otras culturas, un ejemplo de esto último fue en Patriot Games donde [para sorpresa de su madre y hermanos] es capaz de entender el inglés británico, en especial el dialecto cockney.

#### Sexualidad
En cuanto a su orientación sexual es hetero. Si bien es cierto que a lo largo de la serie ha tenido varias novias como en Long John Peter, Stew-Roids y en Baby Got Black entre otros, también ha mostrado tener cierta atracción física hacia su madre en episodios como E. Peterbus Unum (donde admitía que "estaba buena"), Model Misbehavior (donde comentaba que se iba a "dar placer con sus fotos") y en Bigfat (donde llegó a besarla). En el capítulo Tom Tucker: The Man and His Dream una de sus novias resulta tener un parecido asombroso respecto a su madre confirmando su complejo de edipo aunque Lois le resta importancia, no obstante este admite que la atracción que siente hacia ella es porque busca una mujer que le acepte tal como es, al igual que hace esta con Peter a pesar de sus defectos. Por último hay que mencionar que tiene un miembro viril extraordinariamente grande (28cm) el cual su padre tiene recelo. 

#### Relación familiar
En cuanto a la familia, Chris tiene una relación "amor-odio" con su hermana, aunque a diferencia del resto de la familia, no suele maltratarla salvo en ciertas ocasiones. Cumple años el 8 de febrero.
Los rasgos de Chris son de una apariencia "inocente" y pacífica, aunque a veces cuando se produce una pelea entre Peter y Lois tiende a posicionarse en pro de su padre. No obstante también recibe reprimendas por parte de estos cuando se porta mal o hace algo peligroso: ejemplo en Trading Places donde sufre un accidente tras robarle a su padre una moto de motocross. No obstante, en algunas ocasiones suele tratar a sus padres con agresividad.

## Gags recurrentes

### Mono malvado
El Mono malvado es uno de los personajes de Padre de familia que aparecieron con frecuencia en la serie con el objetivo de atormentar a Chris en referencia a los temores infantiles respecto a los armarios. Su primera aparición fue en Dammit Janet!. A lo largo de la serie ha aparecido en situaciones cómicas: bailando a ritmo hawaiano en una escena eliminada en la cuarta temporada o representado como un testigo de Jehová con La Atalaya mientras asusta a Chris. No obstante ha llegado a mostrar afecto por Chris cuando en Long John Peter llora tras romper con su novia.
En Hannah Banana revela que se trasladó al armario de Chris tras haber sido engañado por su esposa y que en realidad no pretendía asustar a Chris, con el que empieza a mantener una relación cercana de amistad. El episodio fue el último para el personaje, el cual cuenta con la voz del guionista Danny Smith.
El diseño del personaje fue idea del también guionista Mike Barker.

### Star Wars
El hecho de que Green sea el actor que pone voz al personaje ha sido objeto de gags entre este y los especiales de Star Wars: Blue Harvest, Something, Something, Something, Dark Side e It's a Trap en donde discute con Peter cuando empieza a burlarse de la carrera cinematográfica de Green, incluyendo su serie Robot Chicken sacando de quicio al personaje. En la última parte, Carter Pewterschmidt (como el Emperador Palpatine), también con la voz de MacFarlane se burla de Chris (como Luke Skywalker) para provocar el enfrentamiento entre este y Darth Vader.
No obstante, Chris le llega a devolver la broma a su padre tras infravalorar la carrera de MacFarlane al insinuar que Padre de familia es un plagio de Los Simpson siendo defendido por los únicos personajes no interpretados por MacFarlane.